# Кіссі-Міллс (Міссурі)
Кіссі-Міллс (англ. Kissee Mills) — переписна місцевість (CDP) в США, в окрузі Тейні штату Міссурі. Населення — 1023 особи (2020).

## Географія
Кіссі-Міллс розташоване за координатами 36°40′7″ пн. ш. 93°3′12″ зх. д. / 36.66861° пн. ш. 93.05333° зх. д. (36.668513, -93.053308).  За даними Бюро перепису населення США в 2010 році переписна місцевість мала площу 24,18 км², з яких 22,78 км² — суходіл та 1,40 км² — водойми.

## Демографія
Згідно з переписом 2010 року, у переписній місцевості мешкало 1109 осіб у 472 домогосподарствах у складі 327 родин. Густота населення становила 46 осіб/км².  Було 558 помешкань (23/км²).
Расовий склад населення:
| - 97,1 % — білих - 0,6 % — корінних американців - 0,1 % — чорних або афроамериканців |

До двох чи більше рас належало 2,2 %. Частка іспаномовних становила 1,1 % від усіх жителів.
За віковим діапазоном населення розподілялося таким чином: 20,8 % — особи молодші 18 років, 57,2 % — особи у віці 18—64 років, 22,0 % — особи у віці 65 років та старші. Медіана віку мешканця становила 47,8 року. На 100 осіб жіночої статі у переписній місцевості припадало 97,3 чоловіків;  на 100 жінок у віці від 18 років та старших — 100,9 чоловіків також старших 18 років.
Середній дохід на одне домашнє господарство  становив 36 082 долари США (медіана — 29 405), а середній дохід на одну сім'ю — 43 786 доларів (медіана — 38 152). За межею бідності перебувало 30,2 % осіб, у тому числі 76,2 % дітей у віці до 18 років та 8,1 % осіб у віці 65 років та старших.
Цивільне працевлаштоване населення становило 306 осіб. Основні галузі зайнятості: освіта, охорона здоров'я та соціальна допомога — 26,5 %, сільське господарство, лісництво, риболовля — 20,3 %, роздрібна торгівля — 19,6 %.